# Sulaiman (Brunei)
Sultan Sulaiman ibn ‘Ali ibn ‘Ajlan (arabisch الـسـلـطـان سـلـيـمـان ابـن عـلي ابـن عـجـلان) war der vierte Sultan von Brunei nach der Überlieferung des Silsilah Raja-Raja Berunai. Er folgte seinem Vater Sharif Ali 1432 auf den Thron und herrschte bis zu seiner Abdankung 1485, wodurch er seinem Sohn Bolkiah die Sultanswürde überließ.

## Herrschaft
In seiner Regierungszeit führte er die Politik seines Vaters weiter und stärkte die Ausbreitung des Islam sowie den Ausbau von Kota Batu. Er erhielt den Herrschernamen „Raja Tua“. Mündliche Tradition besagt, dass er über 100 Jahre alt geworden sei. Im Boxer Codex wird er von den Spaniern unter dem Namen Soliman verzeichnet.

## Tod
Sultan Sulaiman starb 1511. Sein Grabstein steht in Jalan Subok, Brunei.